# 乌贵

乌贵（?—?），西汉时车师王。
乌贵管辖交河城（今新疆吐鲁番西交河城）。汉宣帝时，派遣五将军攻打匈奴，车师再次与汉朝通好。乌贵被立为太子，即位后，和匈奴和亲，让匈奴拦截汉朝使者。地节二年（前68年），汉朝派郑吉、司马憙，他恐惧降汉。匈奴于是攻打车师，他于是逃亡乌孙。郑吉迎乌贵的妻儿到长安。立原太子军宿被立为车师王。元康元年（前62年），汉朝使者把他从乌孙迎到长安，汉宣帝赐给他宅邸和妻儿一起居住。